# Vénus et Apollon
Vénus et Apollon est une série télévisée française en 25 épisodes de 26 minutes et 8 épisodes de 45 minutes créée par Tonie Marshall d'après son film Vénus Beauté (Institut), et dont la première saison est diffusée entre le 3 octobre et le 4 novembre 2005, et la deuxième saison entre le 13 et le 27 février 2009 sur Arte. La première saison est rediffusée sur France 3 en 2006.

## Synopsis
Cette série met en scène quatre esthéticiennes qui pensent pouvoir améliorer la vie des hommes et des femmes qui franchissent la porte de leur institut.
Deuxième saison : Angie, femme perturbée et complexe, qui initiera Margot (Morgane Cabot), une jeune employée esthéticienne, aux pratiques échangistes et homosexuelles. Elle et ses proches ont un lien douloureux avec la patronne de l'institut.

## Distribution
- Brigitte Roüan : Ingrid
- Maria de Medeiros : Suzy
- Maëva Pasquali : Geneviève
- Nathalie Grandhomme : Natacha
- Mélanie Bernier : Bijou (saison 1)
- Morgane Cabot : Margot (saison 2)
- Elsa Zylberstein : Angie (saison 2)
- Pascal Elso : Hippolyte

Au fil des épisodes, de nombreux autres acteurs ont participé au casting, parmi lesquels :
Saison 1
Anémone, Ariane Ascaride, Jean-Marc Barr, Marisa Berenson, Didier Bezace, Christine Boisson, Patrick Bouchitey, François Cluzet, Micheline Dax, Cédric Delsaux, Anthony Delon, Didier Flamand, Claude Gensac, Catherine Jacob, Philippine Leroy-Beaulieu, Caroline Loeb, Ged Marlon, François Morel, Maria Pacôme, Marie-France Pisier, Micheline Presle, Pierre-Loup Rajot, Dominique Reymond, Serge Riaboukine, Emmanuelle Riva, Zinedine Soualem.
Saison 2
Constance Carbonnier, Cédric Chevalme, Gilles Cohen, Marie-Armelle Deguy, Cyrille Eldin, Hippolyte Girardot, Grégory Givernaud, Robert Hossein, Tewfik Jallab, Samuel Jouy, Jean-Pierre Kalfon, Philippe Lefebvre, Riton Liebman, Michèle Mercier, Pascale Ourbih, Marie Payen, David Saracino, Eriko Takeda, Malik Zidi.

## Fiche technique
- Réalisation : Pascal Lahmani, Olivier Guignard et Jean-Marc Vervoort.
- Scénario : Maité Maillé, Anne Pereygne, Marco Rivard, Martin Sauvageot, Christine Dory, Emmanuel Salinger, Camille Taboulay, Cécile Berger, Jérôme Camut, Olivier Laneurie, Alexia Stresi.
- Production : Arte / Tabo Tabo Films / AGAT Films.

## Épisodes

### Première saison (2005)
1. Soin éternel
2. Soin lacrymal
3. Soin secret
4. Soin larmes de caviar
5. Soin Thanatos
6. Soin renaissance
7. Soin Depardieu
8. Soin pare-chocs
9. Soin mystère
10. Soin intégral
11. Soin rémanence
12. Soin miroir
13. Soin mortel
14. Soin passionnel
15. Soin sans retour
16. Soin révélateur
17. Soin d'orage
18. Soin abyssal
19. Soin défraîchi
20. Soin homo sapiens
21. Soin sunlight
22. Soin contre temps
23. Soin paradis
24. Soin ultime
25. Soin conjugal

### Deuxième saison (2009)
Les 8 épisodes de 45 minutes ont été diffusés du 13 février 2009 au 27 février 2009.
La saison 2 a mis du temps à être produite malgré le succès de la série, Arte attendant d'en réunir le budget.

## Audiences
La première saison avait permis de doubler les audiences d'Arte, en 2005, le pilote ayant réunion 1 028 000 téléspectateurs,, pour une moyenne de 700 000 spectateurs pour la saison 1.